# 扎博洛特亞 (舍普季茨基區)
50°23′36″N 24°1′12″E / 50.39333°N 24.02000°E
扎博洛特亞（烏克蘭語：Заболоття），是烏克蘭西部利沃夫州舍普季茨基区贝尔兹市镇的村庄。面積1.72平方公里，海拔高度199米，2001年人口823，人口密度每平方公里479.88人。